# ヨハン (ザクセン選帝侯)
ヨハン（Johann, 1468年6月30日 - 1532年8月16日）は、ザクセン選帝侯（在位：1525年 - 1532年）。不変公（ドイツ語：der Beständige）と呼ばれる。ザクセン選帝侯エルンストの四男。

## 生涯
1468年にマイセンで、エルンストとその妃であったバイエルン公アルブレヒト3世の公女エリーザベト（1443年 - 1486年）の第5子として生まれた。マルティン・ルターの庇護者として名高い兄フリードリヒ3世（賢明公）には正妻がいなかったため、1525年に兄が死去すると選帝侯位を嗣いだ。渾名「不変公」が示すとおり、ヨハンは兄が採った宗教改革への支持を継続した。1527年にルター派をザクセンの国教会に定めたほか、1531年には長男ヨハン・フリードリヒがヘッセン方伯フィリップ1世（寛大伯）らとともにシュマルカルデン同盟を結成している。
ヨハンは1532年8月16日にヴィッテンベルクのシュヴァイニッツ城で死去し、ヴィッテンベルク城教会に葬られている。

## 子女
1500年3月1日に結婚した最初の妃ゾフィー（1481年 - 1503年、メクレンブルク＝シュヴェリーン公マグヌス2世の娘）との間に1男をもうけた。
- ヨハン・フリードリヒ（1503年 - 1554年） - ザクセン選帝侯

1513年11月13日に結婚した2番目の妃マルガレーテ（1494年 - 1521年、アンハルト＝ケーテン侯ヴァルデマール6世の娘）との間に以下の子女をもうけた。
- マリア（1515年 - 1583年） - ポンメルン＝ヴォルガスト公フィリップ1世と結婚
- マルガレーテ（1518年 - 1535年）
- ヨハン（1519年9月26日） - 生まれた日に死去
- ヨハン・エルンスト（1521年 - 1553年） - ザクセン＝コーブルク公

長子ヨハン・フリードリヒが選帝侯位を嗣いだ。